# Suzanna Wibowo
Suzanna Anggarkusuma Wibowo (née le 25 novembre 1963) est une joueuse de tennis indonésienne, professionnelle dans les années 1990.
Elle s'est plus particulièrement illustrée à l'occasion de la Coupe de la Fédération, compétition dans laquelle elle a représenté son pays, presque chaque année, entre 1981 et 1993 au sein du groupe mondial.

## Palmarès

### Titre en double dames
| No | Date       | Nom et lieu du tournoi | Catégorie | Dotation | Surface    | Partenaire  | Finalistes                | Score    |          |
| -- | ---------- | ---------------------- | --------- | -------- | ---------- | ----------- | ------------------------- | -------- | -------- |
| 1  | 15/04/1991 | Volvo Open Pattaya     | Tier V    | 75 000 $ | Dur (ext.) | Nana Miyagi | Rika Hiraki Akemi Nishiya | 6-1, 6-4 | Parcours |

### Finale en double dames
Aucune

## Parcours en Grand Chelem

### En simple
N'a jamais participé à un tableau final.

### En double dames
| Année | Open d'Australie             | Open d'Australie           | Internationaux de France    | Internationaux de France | Wimbledon                    | Wimbledon               | US Open | US Open |
| 1991  | 1er tour (1/32) Yayuk Basuki | Hetherington Kathy Rinaldi | 1er tour (1/32) Nana Miyagi | L. Neiland N. Zvereva    | 1er tour (1/32) Yayuk Basuki | Eva Pfaff Rennae Stubbs | -       | -       |

Sous le résultat, la partenaire ; à droite, l’ultime équipe adverse.

### En double mixte
| Année | Open d'Australie | Open d'Australie | Internationaux de France | Internationaux de France | Wimbledon                    | Wimbledon                   | US Open | US Open |
| 1991  | -                | -                | -                        | -                        | 1er tour (1/32) Kenny Thorne | Kathy Rinaldi Grant Connell | -       | -       |

Sous le résultat, le partenaire ; à droite, l’ultime équipe adverse.

## Parcours aux Jeux olympiques

### En double dames
| # | Date       | Nom de l'olympiade      | Surface      | Résultat        | Partenaire   | Ultimes adversaires    | Score    |          |
| - | ---------- | ----------------------- | ------------ | --------------- | ------------ | ---------------------- | -------- | -------- |
| 1 | 28/07/1992 | Olympic Games Barcelone | Terre (ext.) | 1er tour (1/16) | Yayuk Basuki | Steffi Graf Anke Huber | 6-2, 6-3 | Parcours |

## Parcours en Coupe de la Fédération
| #                                                                                 | Date       | Lieu        | Surface                     | Gagnante(s)                       | Perdante(s)                       | Score          |          |
|                                                                                   |            |             |                             |                                   |                                   |                |          |
| 1981 - 1er tour (groupe mondial) - Indonésie - Israël - 0 : 3                     |            |             |                             |                                   |                                   |                |          |
| 1                                                                                 | 09/11/1981 | Tokyo       | Terre (ext.)                | Orly Bialistozky                  | Suzanna Wibowo                    | 6-0, 7-5       | Parcours |
|                                                                                   |            |             |                             |                                   |                                   |                |          |
| 1982 - 1er tour (groupe mondial) - États-Unis - Indonésie - 3 : 0                 |            |             |                             |                                   |                                   |                |          |
| 2                                                                                 | 19/07/1982 | Santa Clara | Dur (ext.)                  | Martina Navrátilová               | Suzanna Wibowo                    | 6-0, 6-0       | Parcours |
| 2                                                                                 | 19/07/1982 | Santa Clara | Dur (ext.)                  | Chris Evert Martina Navrátilová   | Suzanna Wibowo Sri Utaminingsih   | 6-0, 6-0       | Parcours |
|                                                                                   |            |             |                             |                                   |                                   |                |          |
| 1983 - 1er tour qualifications (groupe mondial) - Chine - Indonésie - 2 : 1       |            |             |                             |                                   |                                   |                |          |
| 3                                                                                 | 17/07/1983 | Zurich      | Terre (ext.)                | Yu Li-Qiao                        | Suzanna Wibowo                    | 6-0, 7-5       | Parcours |
| 3                                                                                 | 17/07/1983 | Zurich      | Terre (ext.)                | Sri Utaminingsih Suzanna Wibowo   | Gong Qing-Qing Xiang Zhen-Zhen    | 6-4, 6-2       | Parcours |
|                                                                                   |            |             |                             |                                   |                                   |                |          |
| 1984 - 1er tour qualifications (groupe mondial) - Colombie - Indonésie - 2 : 1    |            |             |                             |                                   |                                   |                |          |
| 4                                                                                 | 15/07/1984 | São Paulo   | Terre (ext.)                | Elsa Rodriguez                    | Suzanna Wibowo                    | 7-5, 6-1       | Parcours |
| 4                                                                                 | 15/07/1984 | São Paulo   | Terre (ext.)                | Suzanna Wibowo Sri Utaminingsih   | Gloria Escobar Liliana Fernandez  | 6-2, 6-1       | Parcours |
|                                                                                   |            |             |                             |                                   |                                   |                |          |
| 1985 - 1er tour qualifications (groupe mondial) - Chine - Indonésie - 2 : 1       |            |             |                             |                                   |                                   |                |          |
| 5                                                                                 | 06/10/1985 | Nagoya      | Dur (ext.)                  | Li Xin-Yi                         | Suzanna Wibowo                    | 0-6, 6-4, 6-2  | Parcours |
| 5                                                                                 | 06/10/1985 | Nagoya      | Dur (ext.)                  | Suzanna Wibowo Yayuk Basuki       | Pu Xin-Fen Weng Qin-Di            | 6-1, 7-5       | Parcours |
|                                                                                   |            |             |                             |                                   |                                   |                |          |
| 1986 - 1er tour qualifications (groupe mondial) - Chili - Indonésie - 0 : 3       |            |             |                             |                                   |                                   |                |          |
| 6                                                                                 | 20/07/1986 | Prague      | Terre (ext.)                | Suzanna Wibowo                    | Paulina Sepulveda                 | 6-3, 6-2       | Parcours |
|                                                                                   |            |             |                             |                                   |                                   |                |          |
| 1986 - 1er tour (groupe mondial) - Espagne - Indonésie - 2 : 1                    |            |             |                             |                                   |                                   |                |          |
| 7                                                                                 | 22/07/1986 | Prague      | Terre (ext.)                | Arantxa Sánchez                   | Suzanna Wibowo                    | 7-62, 6-3      | Parcours |
| 7                                                                                 | 22/07/1986 | Prague      | Terre (ext.)                | Suzanna Wibowo Yayuk Basuki       | Ana Almansa Arantxa Sánchez       | 7-5, 6-4       | Parcours |
|                                                                                   |            |             |                             |                                   |                                   |                |          |
| 1987 - 1er tour qualifications (groupe mondial) - Finlande - Indonésie - 1 : 2    |            |             |                             |                                   |                                   |                |          |
| 8                                                                                 | 26/07/1987 | Vancouver   |                             | Suzanna Wibowo                    | Marianna Ansio                    | 4-6, 6-4, 6-4  | Parcours |
| 8                                                                                 | 26/07/1987 | Vancouver   | Suzanna Wibowo Yayuk Basuki | Anne Aallonen Laura Mannisto      | 6-4, 6-2                          |                | Parcours |
|                                                                                   |            |             |                             |                                   |                                   |                |          |
| 1987 - 1er tour (groupe mondial) - Irlande - Indonésie - 0 : 3                    |            |             |                             |                                   |                                   |                |          |
| 9                                                                                 | 28/07/1987 | Vancouver   |                             | Suzanna Wibowo                    | Siobhan Nicholson                 | 5-7, 6-4, 6-3  | Parcours |
|                                                                                   |            |             |                             |                                   |                                   |                |          |
| 1987 - 2e tour (groupe mondial) - Bulgarie - Indonésie - 2 : 1                    |            |             |                             |                                   |                                   |                |          |
| 10                                                                                | 28/07/1987 | Vancouver   |                             | Katerina Maleeva                  | Suzanna Wibowo                    | 6-1, 6-1       | Parcours |
| 10                                                                                | 28/07/1987 | Vancouver   | Suzanna Wibowo Yayuk Basuki | Yulia Berberian Dora Rangelova    | 6-0, 6-1                          |                | Parcours |
|                                                                                   |            |             |                             |                                   |                                   |                |          |
| 1988 - 1er tour (groupe mondial) - Grande-Bretagne - Indonésie - 1 : 2            |            |             |                             |                                   |                                   |                |          |
| 11                                                                                | 05/12/1988 | Melbourne   |                             | Suzanna Wibowo Yayuk Basuki       | Julie Salmon Clare Wood           | 7-5, 6-3       | Parcours |
|                                                                                   |            |             |                             |                                   |                                   |                |          |
| 1988 - 2e tour (groupe mondial) - Indonésie - Espagne - 0 : 3                     |            |             |                             |                                   |                                   |                |          |
| 12                                                                                | 05/12/1988 | Melbourne   |                             | Conchita Martínez Arantxa Sánchez | Suzanna Wibowo Yayuk Basuki       | 6-0, 5-7, 6-2  | Parcours |
|                                                                                   |            |             |                             |                                   |                                   |                |          |
| 1989 - 1er tour qualifications (groupe mondial) - Malaisie - Indonésie - 0 : 3    |            |             |                             |                                   |                                   |                |          |
| 13                                                                                | 01/10/1989 | Tokyo       | Dur (ext.)                  | Suzanna Wibowo                    | Kerry-Ann Lim                     | 6-0, 6-0       | Parcours |
|                                                                                   |            |             |                             |                                   |                                   |                |          |
| 1989 - 1er tour (groupe mondial) - Indonésie - Grande-Bretagne - 0 : 3            |            |             |                             |                                   |                                   |                |          |
| 14                                                                                | 03/10/1989 | Tokyo       | Dur (ext.)                  | Clare Wood                        | Suzanna Wibowo                    | 6-2, 6-1       | Parcours |
| 14                                                                                | 03/10/1989 | Tokyo       | Dur (ext.)                  | Jo Durie Anne Hobbs               | Suzanna Wibowo Yayuk Basuki       | 7-5, 6-3       | Parcours |
|                                                                                   |            |             |                             |                                   |                                   |                |          |
| 1990 - 1er tour qualifications (groupe mondial) - Indonésie - Yougoslavie - 2 : 1 |            |             |                             |                                   |                                   |                |          |
| 15                                                                                | 21/07/1990 | Atlanta     | Dur (ext.)                  | Gorana Matic                      | Suzanna Wibowo                    | 6-4, 6-4       | Parcours |
| 15                                                                                | 21/07/1990 | Atlanta     | Dur (ext.)                  | Irawati Moerid Suzanna Wibowo     | Sabrina Goleš Gorana Matic        | 6-4, 6-3       | Parcours |
|                                                                                   |            |             |                             |                                   |                                   |                |          |
| 1990 - 1er tour (groupe mondial) - Australie - Indonésie - 2 : 0                  |            |             |                             |                                   |                                   |                |          |
| 16                                                                                | 23/07/1990 | Atlanta     | Dur (ext.)                  | Elizabeth Smylie                  | Suzanna Wibowo                    | 5-7, 6-4, 6-0  | Parcours |
|                                                                                   |            |             |                             |                                   |                                   |                |          |
| 1991 - 1er tour (groupe mondial) - Yougoslavie - Indonésie - 0 : 3                |            |             |                             |                                   |                                   |                |          |
| 17                                                                                | 22/07/1991 | Nottingham  |                             | Suzanna Wibowo                    | Ljudmila Pavlov                   | 6-3, 6-3       | Parcours |
| 17                                                                                | 22/07/1991 | Nottingham  | Yayuk Basuki Suzanna Wibowo | Nadin Ercegovic Ljudmila Pavlov   | 6-2, 6-2                          |                | Parcours |
|                                                                                   |            |             |                             |                                   |                                   |                |          |
| 1991 - 2e tour (groupe mondial) - Indonésie - Pologne - 2 : 1                     |            |             |                             |                                   |                                   |                |          |
| 18                                                                                | 24/07/1991 | Nottingham  |                             | Magdalena Feistel                 | Suzanna Wibowo                    | 6-2, 6-1       | Parcours |
| 18                                                                                | 24/07/1991 | Nottingham  | Yayuk Basuki Suzanna Wibowo | Magdalena Feistel K. Teodorowicz  | 6-1, 6-1                          |                | Parcours |
|                                                                                   |            |             |                             |                                   |                                   |                |          |
| 1991 - 1/4 de finale (groupe mondial) - Espagne - Indonésie - 2 : 0               |            |             |                             |                                   |                                   |                |          |
| 19                                                                                | 26/07/1991 | Nottingham  |                             | Conchita Martínez                 | Suzanna Wibowo                    | 6-2, 6-0       | Parcours |
|                                                                                   |            |             |                             |                                   |                                   |                |          |
| 1992 - 1er tour (groupe mondial) - Japon - Indonésie - 2 : 1                      |            |             |                             |                                   |                                   |                |          |
| 20                                                                                | 13/07/1992 | Francfort   | Terre (ext.)                | Yayuk Basuki Suzanna Wibowo       | Mana Endo Maya Kidowaki           | 6-1, 6-1       | Parcours |
|                                                                                   |            |             |                             |                                   |                                   |                |          |
| 1992 - Barrage (groupe mondial I) - Indonésie - Mexique - 1 : 2                   |            |             |                             |                                   |                                   |                |          |
| 21                                                                                | 16/07/1992 | Francfort   | Terre (ext.)                | Yayuk Basuki Suzanna Wibowo       | Angélica Gavaldón Lupita Novelo   | 7-5, 3-6, 6-2  | Parcours |
|                                                                                   |            |             |                             |                                   |                                   |                |          |
| 1993 - 2e tour (groupe mondial) - Espagne - Indonésie - 3 : 0                     |            |             |                             |                                   |                                   |                |          |
| 22                                                                                | 21/07/1993 | Francfort   | Terre (ext.)                | Virginia Ruano Cristina Torrens   | Romana Tedjakusuma Suzanna Wibowo | 7-63, 4-6, 6-3 | Parcours |

## Classements WTA en fin de saison

### En simple
| Année | 1989 | 1990 | 1991 | 1992 |
| Rang  | 350  | 325  | 382  | 814  |

Source : (en) « Classements de Suzanna Wibowo », sur le site officiel du WTA Tour

### En double
| Année | 1989 | 1990 | 1991 | 1992 |
| Rang  | 252  | 159  | 118  | 295  |

Source : (en) « Classements de Suzanna Wibowo », sur le site officiel du WTA Tour